# A Federação

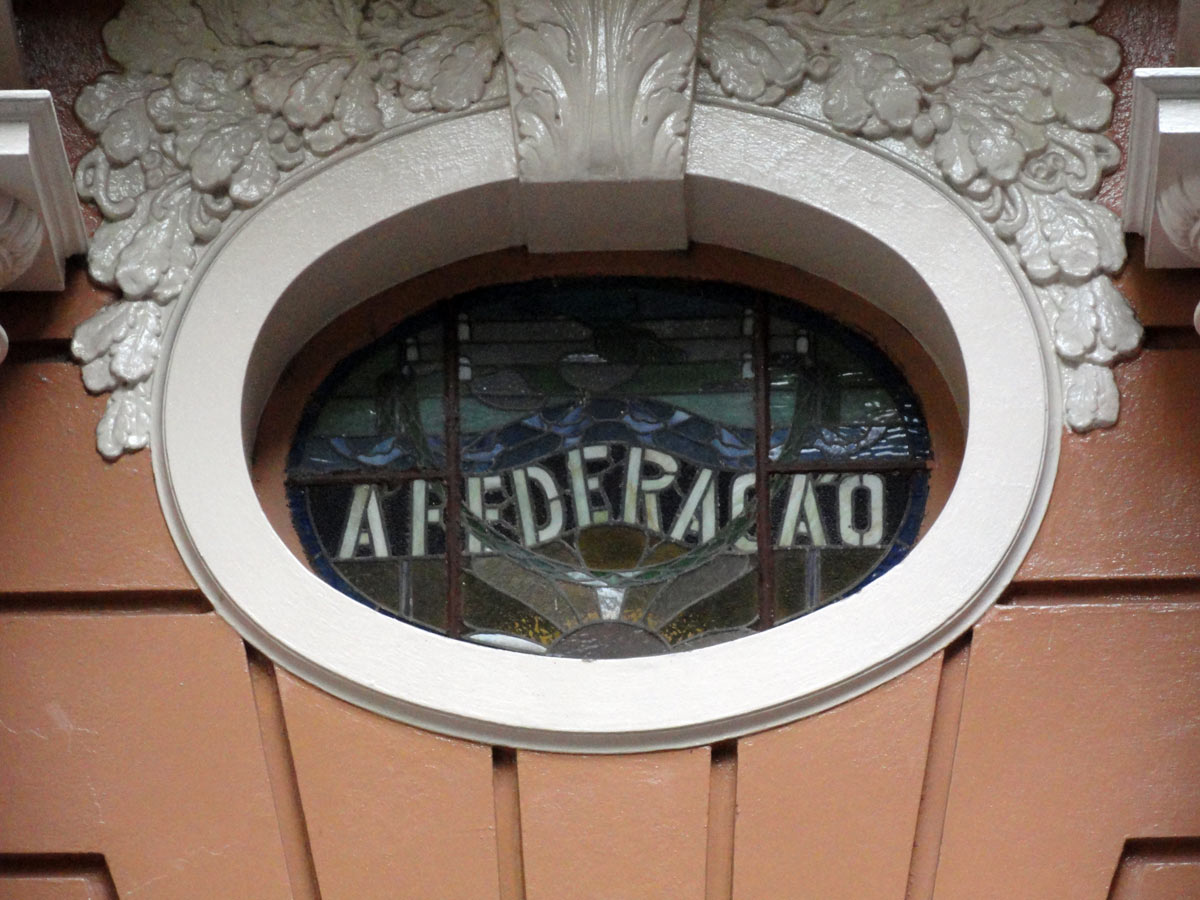
Vitral com o nome do jornal A Federação na fachada de sua antiga sede, hoje o Museu de Comunicação Social Hipólito José da Costa

A Federação foi um jornal brasileiro, veículo de divulgação dos ideais políticos do Partido Republicano Rio-grandense (PRR), impresso na cidade de Porto Alegre, no estado do Rio Grande do Sul. Com a ascensão do partido ao governo do estado, tornou-se o porta-voz oficial da opinião do governo. Seu objetivo era disseminar as ideias republicanas.

## Histórico
Os idealizadores do jornal, aprovado no I Congresso do partido em 1883, foram Venâncio Aires, Ramiro Barcelos, Ernesto Alves, Barros Cassal, Borges de Medeiros, Fernando Abbott, Carlos Barbosa, Germano Hasslocher e Júlio de Castilhos.
Sua primeira edição circulou em janeiro de 1884 e possuía em suas publicações questões políticas ligadas ao Estado e ao país, além de apresentar ocorrências policiais, alguns anúncios.
Foi no jornal que foi publicada em 16 de setembro de 1886 a primeira lista telefônica de Porto Alegre. Nela, a Companhia União Telephonica do Brazil, comunicava sua instalação em Porto Alegre e dava a lista dos primeiros assinantes da companhia, 72 pessoas, com predomínio de firmas comerciais, médicos e figuras importantes da sociedade local.
No início, apesar de bem impresso, tinha uma diagramação pouco atraente, sem manchetes e poucos tipos de letras, porém no início do século XX, o jornal se modernizou, deixando de ser exclusivamente político e econômico e abordando assuntos como o esporte e as artes, além de dar ênfase à publicidade comercial. No seu auge, na década de 1910, chegou a uma tiragem de dez mil exemplares por dia e auto-intitulava-se o jornal de maior circulação do Rio Grande do Sul, competindo com o Correio do Povo.
Na década de 30 passou a órgão oficial do Partido Republicano Liberal, que substituiu ao Partido Republicano Riograndense. Em janeiro de 1933 foi adotado como Diário Oficial do Estado. Em maio de 1935 com o surgimento do Diário Oficial, editado pelo governo, voltou a ser um jornal partidário.
Em outubro de 1937 foi criada uma sucursal do jornal no Rio de Janeiro. Neste período as crises financeiras, atritos partidários e concorrência com outros jornais, como o Correio do Povo dificultavam sua sobrevivência. O golpe final veio em 10 de novembro de 1937, quando um ato do Estado Novo extingue os partidos políticos e portanto também suas publicações, levando ao fechamento do jornal.
A última sede do jornal, inaugurada em 6 de setembro de 1922 em comemoração ao centenário da Independência do Brasil, é hoje o Museu de Comunicação Social Hipólito José da Costa em Porto Alegre.

## Diretores
- Venâncio de Oliveira Aires, 1884
- Júlio Prates de Castilhos, 1884-1888, 1889-1891
- Ernesto Alves de Oliveira, 1888-1889
- Alfredo Augusto Varela de Vilares, 1891-
- Antônio Carlos Penafiel
- Eduardo Marques
- João de Barros Cassal
- Lindolfo Collor, 1919 - 1923
- Otelo Rosa, 1925-1930
- Moisés Vellinho

## Redatores
- Demétrio Ribeiro
- Fábio de Barros
- Manuelito de Ornelas
- Otávio Rocha